# Kampfgeschwader 157
Das Kampfgeschwader 157 „Boelcke“ war ein Verband der Luftwaffe der Wehrmacht vor dem Zweiten Weltkrieg. Es war nach Oswald Boelcke benannt, einem Jagdflieger des Ersten Weltkrieges. Aufgrund dieses Ehrennamens waren die Geschwaderangehörigen berechtigt am rechten Unterarm einen Ärmelstreifen mit der Aufschrift „Geschwader Boelcke“ zu tragen. Als Kampfgeschwader, ausgestattet mit Bombern, vom Typ Heinkel He 111 bildete es Bomberbesatzungen aus für Luftangriffe mit Bomben. Es wurde am 1. Mai 1939 in Kampfgeschwader 27 „Boelcke“ umbenannt.

## Aufstellung
Der Geschwaderstab entstand im Rahmen der Aufrüstung der Luftwaffe am 1. April 1937 auf dem Fliegerhorst Hannover-Langenhagen. Die I. Gruppe bildete sich aus der ehemaligen I. Gruppe des Kampfgeschwaders 154 auf dem Fliegerhorst Hannover-Langenhagen. Aus der ehemaligen II./KG 154 in Wunstorf (Lage) wurde durch Umbenennung die II. Gruppe, während die III. Gruppe aus der ehemaligen I./KG 254 in Delmenhorst (Lage) entstand. Das Geschwader war mit der Heinkel He 111 ausgestattet.

## Gliederung
Der Geschwaderstab führte die I. bis III. Gruppe die wiederum in Staffeln unterteilt waren. Die 1. bis 3. Staffel gehörte der I. Gruppe, die 4. bis 6. Staffel der II. Gruppe und die 7. bis 9. Staffel der III. Gruppe an.

## Kommandeure

### Geschwaderkommodore
| Dienstgrad | Name            | Zeit                              |
| ---------- | --------------- | --------------------------------- |
| Major      | Richard Putzier | 1. April 1937 bis 31. Januar 1939 |
| Oberst     | Hans Behrendt   | 1. Februar 1939 bis 1. Mai 1939   |

### Gruppenkommandeure
I. Gruppe
- Oberstleutnant Karl Angerstein, 1. April 1937 bis 30. Juni 1937[4]
- Oberstleutnant Herbert Pfeiffer, 1. Juli 1937 bis 11. September 1938[5]

II. Gruppe
- Oberstleutnant Heribert Fütterer, 1. April 1937 bis 1. April 1938[6]
- Oberstleutnant Arno de Salengre Drabbe, 1. April 1938 bis 1. Mai 1939[7]

III. Gruppe
- Oberstleutnant Otto Abernetty, 1. April 1937 bis 31. August 1937[8]
- Oberst Otto Sommer, 1. April 1938 bis 30. April 1939[9]

## Bekannte Geschwaderangehörige
- Wilhelm Ahlert (1911–1975), war von 1968 bis 1970, als Brigadegeneral der Luftwaffe der Bundeswehr, Kommandeur der Technischen Akademie der Luftwaffe
- Herbert Schneider (1915–1995), war von 1947 bis 1962 für die DP und die CDU Mitglied der Bremischen Bürgerschaft und von 1953 bis 1961 und 1969 bis 1972 Mitglied des Deutschen Bundestages
- Otto Sommer (1891–1940), war von 1932 bis 1933 Abgeordneter der NSDAP im Württembergischen Landtag und 1933 bis 1936 Abgeordneter für den Wahlkreis 31 (Württemberg) im nationalsozialistischen Reichstag
- Karl Wolfien (1906–1968), war von 1960 bis 1963, als Brigadegeneral der Luftwaffe der Bundeswehr, Leiter des Materialamtes der Luftwaffe